# カナダ・プレミアリーグ
カナディアン・プレミアリーグ（英語: Canadian Premier League, フランス語: Première ligue canadienne, 略称: CPLもしくはCanPL）は、カナダにおけるプロサッカーの最上位リーグである。本部はオンタリオ州トロントに置かれる。

## 概要
アメリカ合衆国と共同開催となっているメジャーリーグサッカー（MLS）を除くと、カナダ最上位のサッカーリーグであり、5州から8チームが参加している。シーズンは4月から10月に開催され、2019シーズンは7チームによる2期制で優勝決定戦は春季と秋季の覇者同士により、2試合制で争われた（同チームが春季と秋季を制したため、通算成績2位のチームが優勝決定戦に進出した）。
2020シーズンは8チームに拡大して1期制に変更となり、優勝決定戦は「1位のチーム」と「2位・3位のチーム」によるプレーオフ（1試合制）の勝者により争われる。また、2020シーズン以降のカナディアン・プレミアリーグの覇者は、北中米カリブ海諸国のチームとCONCACAFチャンピオンズリーグを争う。なお、全てのチームはカナディアン・チャンピオンシップの出場権をもつ。
2017年、CPLは公式にカナダサッカー協会への加盟が決定し、2019年シーズンから正式に登録して最初のシーズンが実施された。カナダにおけるサッカー振興を目的にしているため、チームあたりカナダ人選手数などにも制限がある。CPLはクラブ制を採用しており、MLSのようなフランチャイズ制ではない。また、北米初の入れ替え制によるプロスポーツリーグを目指している。

## 所属クラブ
2023シーズン
| チーム                 | 原語名                 | 本拠地                                   | スタジアム                     | 収容                   | 創設                   | 参戦年                 | 監督                   |
| カナダ・プレミアリーグ | カナダ・プレミアリーグ | カナダ・プレミアリーグ                   | カナダ・プレミアリーグ         | カナダ・プレミアリーグ | カナダ・プレミアリーグ | カナダ・プレミアリーグ | カナダ・プレミアリーグ |
| ---------------------- | ---------------------- | ---------------------------------------- | ------------------------------ | ---------------------- | ---------------------- | ---------------------- | ---------------------- |
| アトレティコ・オタワ   | Atlético Ottawa        | オンタリオ州オタワ                       | TDプレイス・スタジアム         | 24,000                 | 2020                   | 2020                   | Carlos González        |
| キャヴァルリーFC       | Cavalry FC             | アルバータ州フットヒルズ郡               | ATCOフィールド                 | 6,000                  | 2018                   | 2019                   | Tommy Wheeldon Jr.     |
| フォージFC             | Forge FC               | オンタリオ州ハミルトン                   | ティム・ホートンズ・フィールズ | 23,218                 | 2017                   | 2019                   | Bobby Smyrniotis       |
| HFXワンダラーズFC      | HFX Wanderers FC       | ノバスコシア州ハリファックス             | ワンダラーズ・グラウンズ       | 6,500                  | 2018                   | 2019                   | Patrice Gheisar        |
| パシフィックFC         | Pacific FC             | ブリティッシュコロンビア州ラングフォード | スターライト・スタジアム       | 6,000                  | 2018                   | 2019                   | James Merriman         |
| ヴァラーFC             | Valour FC              | マニトバ州ウィニペグ                     | IGフィールド                   | 33,000                 | 2017                   | 2019                   | Phillip Dos Santos     |
| バンクーバーFC         | Vancouver FC           | ブリティッシュコロンビア州ラングリー     | Willoughby Community Park      | 6,560                  | 2022                   | 2023                   | アフシン・ゴトビ       |
| ヨーク・ユナイテッドFC | York United FC         | オンタリオ州トロント                     | ヨーク・ライオンズ・スタジアム | 4,000                  | 2018                   | 2019                   | Martin Nash            |

## クラブ別優勝回数
| チーム               | 優勝（North Star Shields） | 年度           | リーグ戦1位 | シーズン  | 参加年数 |
| -------------------- | -------------------------- | -------------- | ----------- | --------- | -------- |
| フォージFC           | 3                          | 2019,2020,2022 | 2           | 2020,2021 | 4        |
| パシフィックFC       | 1                          | 2021           | 0           | -         | 4        |
| キャヴァルリーFC     | 0                          | -              | 1           | 2019      | 4        |
| アトレティコ・オタワ | 0                          | -              | 1           | 2022      | 3        |